# Aclerda holci
Aclerda holci är en insektsart som beskrevs av Teague 1925. Aclerda holci ingår i släktet Aclerda och familjen Aclerdidae. Inga underarter finns listade i Catalogue of Life.